# Мадона ди Ђенова (Равена)
Мадона ди Ђенова је насеље у Италији у округу Равена, региону Емилија-Ромања.
Према процени из 2011. у насељу је живело 31 становника. Насеље се налази на надморској висини од 14 м.